# Oxycheila
Oxycheila es un género de coleópteros adéfagos de la familia Carabidae.

## Especies
Contiene las siguientes especies:
- Oxycheila affinis W. Horn, 1900
- Oxycheila aquatica Guerin-Meneville, 1843
- Oxycheila barkleyi Wiesner, 1999
- Oxycheila binotata Gray, 1832
- Oxycheila bolivari W. Horn, 1897
- Oxycheila brzoskai Wiesner, 1999
- Oxycheila buestani Wiesner, 1999
- Oxycheila chabrillacii Thomson, 1857
- Oxycheila chaudoiri W. Horn, 1894
- Oxycheila chestertonii Bates, 1872
- Oxycheila cophognatoides W. Horn, 1913
- Oxycheila costaricana Huber & Brzoska, 2000
- Oxycheila distigma Gory, 1831
- Oxycheila femoralis Castelnau, 1833
- Oxycheila fleutiauxi W. Horn, 1898
- Oxycheila germaini Fleutiaux, 1893
- Oxycheila glabra Waterhouse, 1880
- Oxycheila gracillima Bates, 1872
- Oxycheila gratiosa Bates, 1874
- Oxycheila haenschi W. Horn, 1900
- Oxycheila howdeni Br. van Nidek, 1980
- Oxycheila immaculata W. Horn, 1913
- Oxycheila ingridae Wiesner, 1999
- Oxycheila labiata Brulle, 1837
- Oxycheila lucasi W. Horn, 1893
- Oxycheila nigroaenea Bates, 1872
- Oxycheila oberthueri W. Horn, 1896
- Oxycheila obscura Wiesner, 1999
- Oxycheila opacipennis Waterhouse, 1889
- Oxycheila oxyoma Chaudoir, 1848
- Oxycheila pearsoni Wiesner, 1999
- Oxycheila pinelii Guerin-Meneville, 1843
- Oxycheila plaumanni Mandl, 1963
- Oxycheila pochoni Mandl, 1953
- Oxycheila polita Bates, 1872
- Oxycheila pseudoaquatica Wiesner, 1999
- Oxycheila pseudofemoralis W. Horn, 1938
- Oxycheila pseudoglabra Wiesner, 1999
- Oxycheila pseudonigroaenea W. Horn, 1938
- Oxycheila pseudostrandi Wiesner, 1999
- Oxycheila schmalzi W. Horn, 1896
- Oxycheila similis W. Horn, 1892
- Oxycheila strandi W. Horn, 1913
- Oxycheila tristis (Fabricius, 1775)
- Oxycheila weyrauchi Mandl, 1967
- Oxycheila wittmeri Wiesner, 1981